# BDX
BDX – belgijski transporter opancerzony powstały na bazie irlandzkiego pojazdu opancerzonego Timoney.
Jest to pojazd amfibijny. Kadłub pojazdu wykonano ze stali. Może on przewozić do 10 żołnierzy.
Uzbrojenie pojazdu może być różne, np. jeden lub dwa karabiny maszynowe kal. 7,62 mm umieszczone na dachu lub 20 mm działko umieszczone w wieży. 13 pojazdów przeznaczonych dla belgijskiej żandarmerii wyposażono w moździerz kal. 81 mm. Strzelanie odbywa się przez otwarty właz dachowy.
Istnieje ponadto możliwość instalacji systemu ochrony NBC.

## Użytkownicy
- Belgia:
  - Belgijskie Siły Powietrzne – 63 sztuki
  - State Gendarmerie – 80 sztuk
- Argentyna – 5 sztuk